# Tipula (Pterelachisus) pauli
Tipula (Pterelachisus) pauli is een tweevleugelige uit de familie langpootmuggen (Tipulidae). De soort komt voor in het Palearctisch gebied.